# Inés María Jiménez
Inés María Jiménez (Loja, Ecuador) fue una libertaria ecuatoriana que participó en batallas de independencia del Ecuador. 

## Biografía
Fue una mujer lojana que, junto con Gertrudis Esparza y Rosa Robalino, se inscribieron para luchar en las tropas del ejército de independencia del Ecuador.  Asumieron una identidad masculina para combatir debido a que, en 1817 y 1819, los generales Pablo Morillo y Francisco de Paula Santander prohibieron que las mujeres marchasen con las tropas.  Sus nombres de lucha fueron Manuel Jiménez (de Inés María Jiménez), Manuel Esparza (de Gertrudis Esparza), y Manuel Jurado (de Rosa Robalino).
Luchó en la campaña de Babahoyo el 21 de agosto de 1821, y en la Batalla de Pichincha, el 24 de mayo de 1822.  Posteriormente peleó en las Batallas de Junín y Ayacucho.

## Reconocimientos
- Fue condecorada después de luchar en la Batalla de Ayacucho.[4] El mariscal Antonio José de Sucre le agradeció su desempeño militar y la ascendió a sargento, la condecoró públicamente e impartió las órdenes necesarias para que retornara a su tierra de origen.[5]
- Simón Bolívar públicamente reconoció y agradeció la participación de la mujer en los combates.[2]
- Una calle de Quito fue nombrada en honor a su nombre la calle